# Долмабахче (мечеть)
Мечеть Долмабахче (тур. Dolmabahçe camii‎‎ — Мечеть насипного саду) — мечеть середини XIX століття в Стамбулі, Туреччина. Побудована в стилі бароко та ампір на березі Босфору біля однойменного палацу Долмабахче.

## Історія
Закладена на замовлення Безмялем, матері прогресивного султана Абдул-Меджид I. Після її смерті син продовжив будівництво.

## Архітектура
Архітектором храму був член видатної династії архітекторів вірменського походження Гарабет Бальяни. Декор мечеті схожий з декором палацу Долмабахче. Вона має два мінарети висотою 40,25 метрів. Видатною особливістю мечеті є арочні вікна, які не використовували у культових спорудах раніше. Території навколо мечеті (подвір'я, фонтан) були зруйновані під час прокладання дороги.

## Галерея

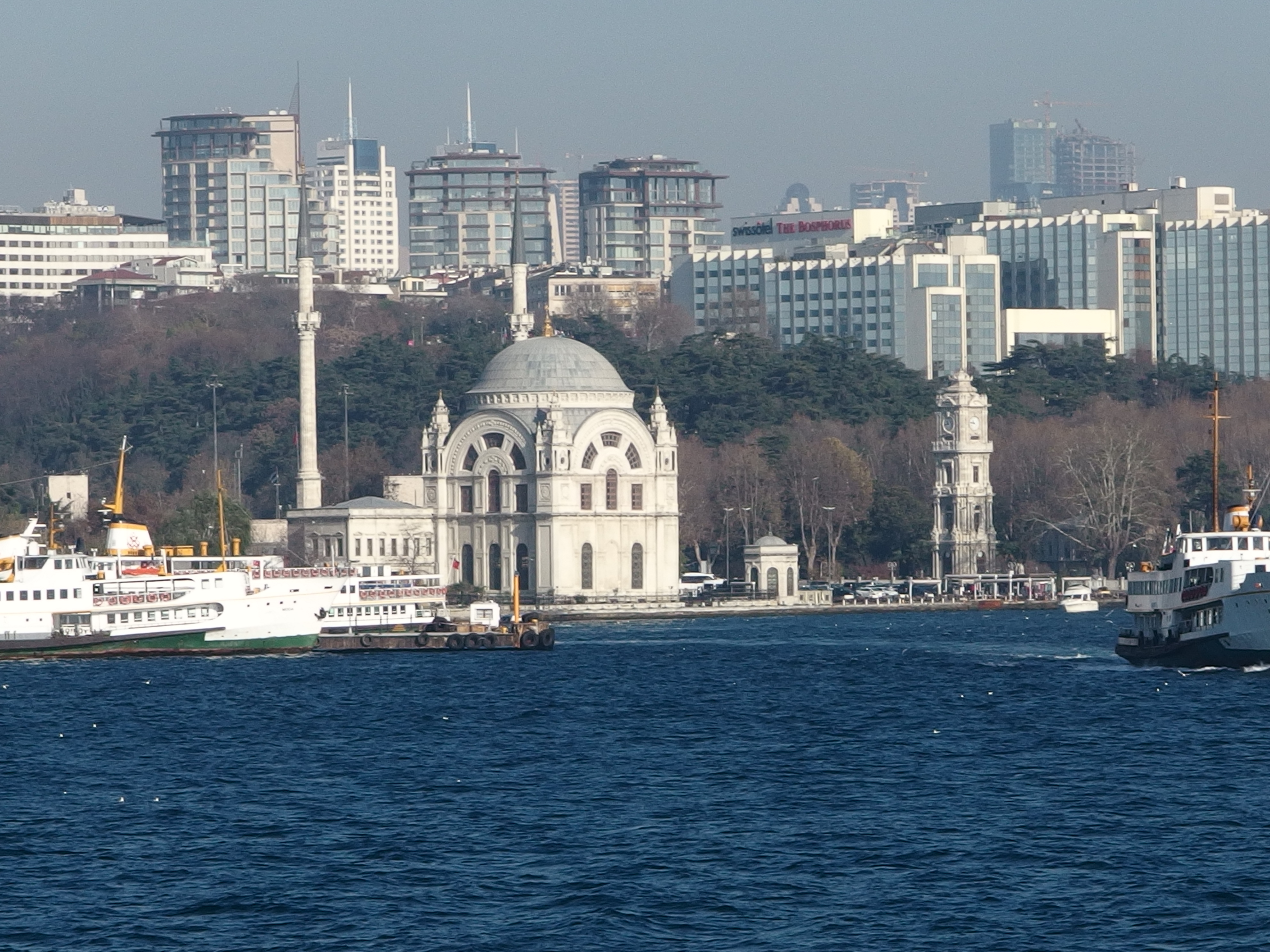
Вид на мечеть з Босфору
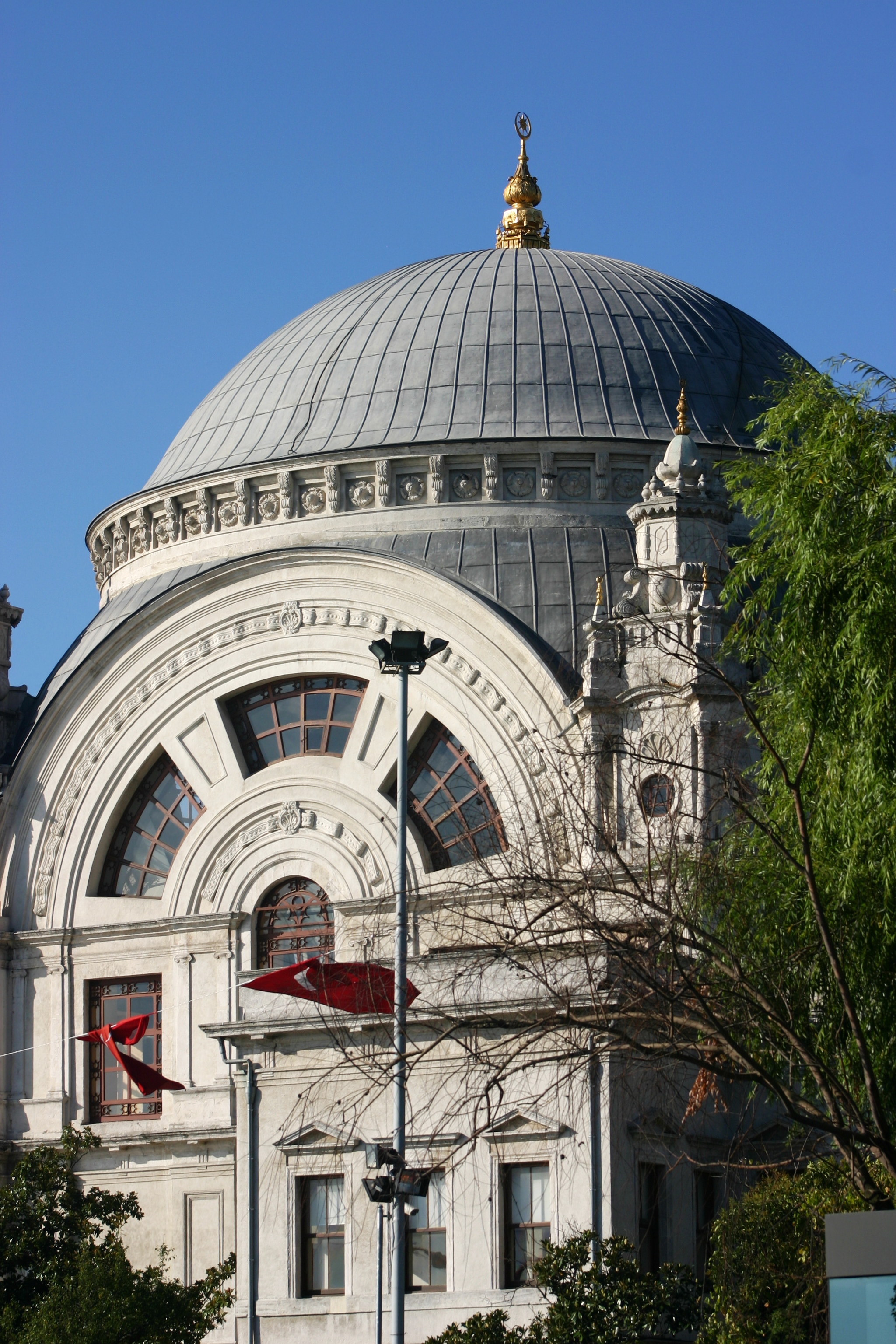
Арочні вікна
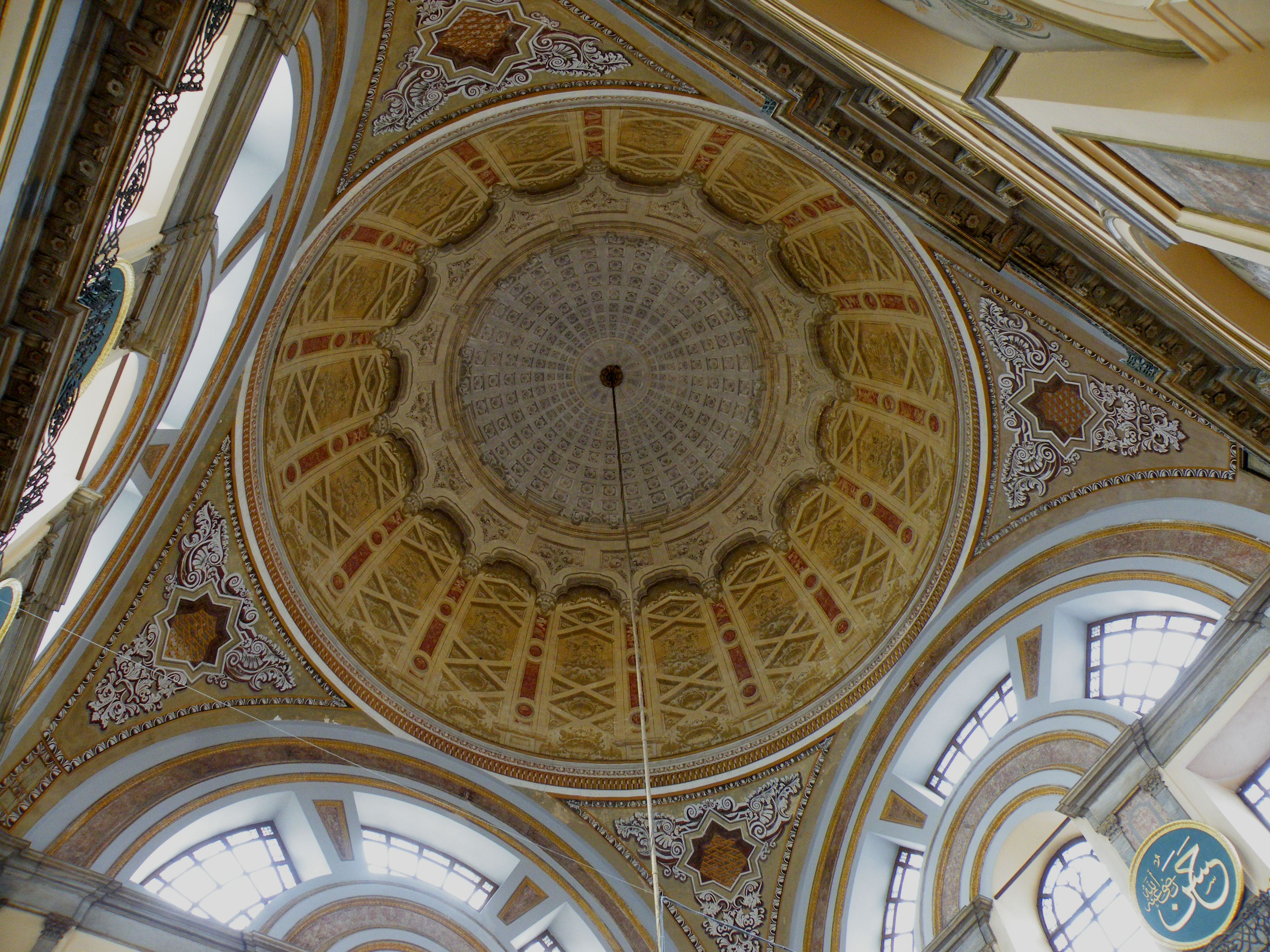
Купол
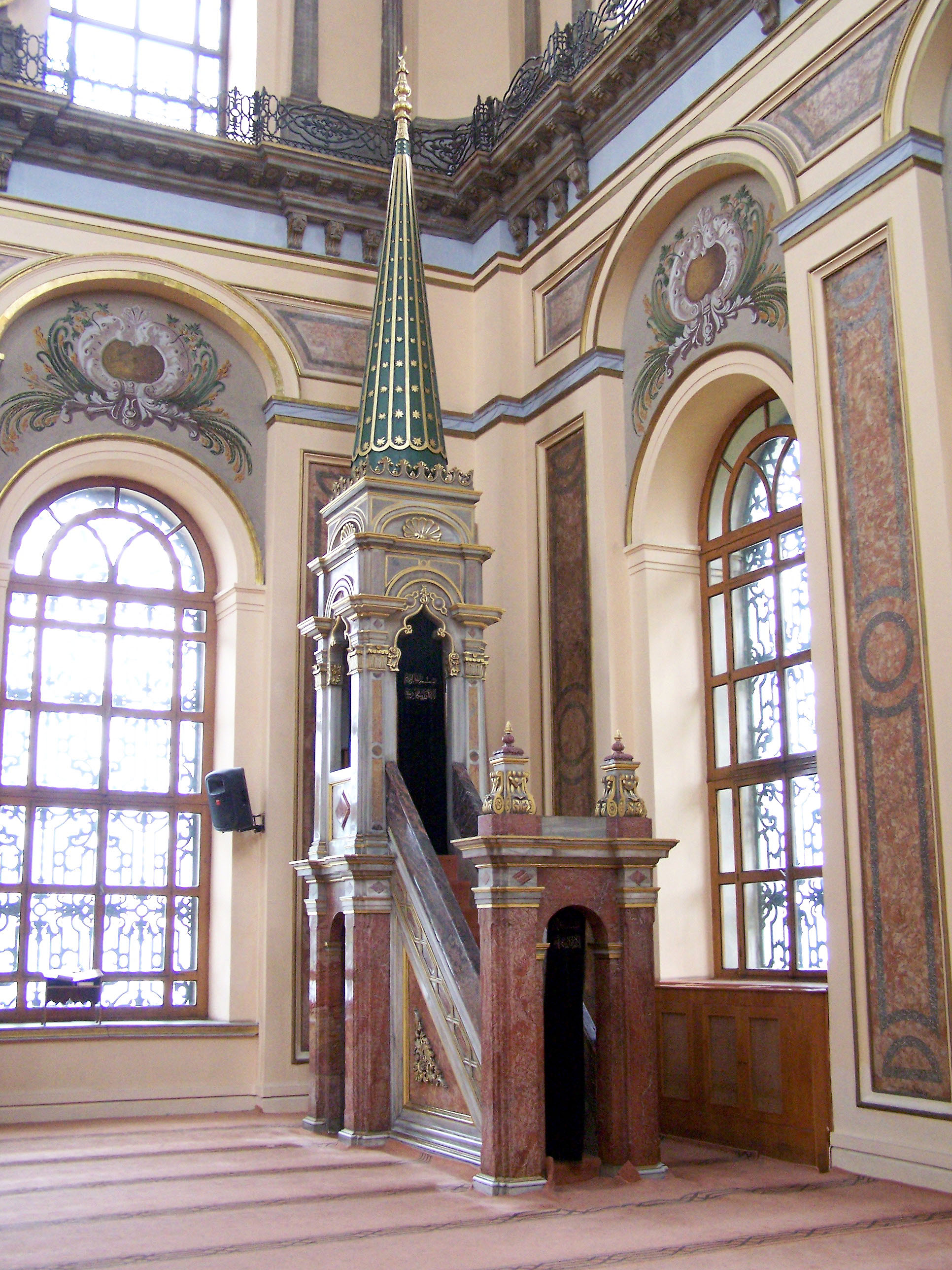
Внутрішнє оздоблення